# Soft power
Pour les articles homonymes, voir Power.
Le soft power (traduisible en français par la « manière douce » ou le « pouvoir de convaincre ») est un concept utilisé en relations internationales. Développé par le professeur américain Joseph Nye, il a été repris par de nombreux dirigeants politiques. Colin Powell l'a employé au Forum économique mondial en 2003 pour décrire la capacité d'un acteur politique — État, firme multinationale, ONG, institution internationale (comme l'ONU ou le FMI), voire réseau de citoyens (comme le mouvement altermondialiste) — à influencer indirectement le comportement d'un autre acteur ou la perception qu'il a de ses propres intérêts, par des moyens non coercitifs (structurels, culturels ou idéologiques).

## Origine du concept
Le concept fut proposé par Joseph Nye en 1990 dans Bound to Lead, un ouvrage écrit en réaction aux thèses qui évoquaient le déclin de la puissance américaine (notamment de Paul Kennedy, dans son ouvrage Naissance et déclin des grandes puissances : transformations économiques et conflits militaires entre 1500 et 2000). Nye affirmait que la puissance américaine n'était pas en déclin puisque le concept de puissance n'était plus le même et devait être reconsidéré. D'une part, les États-Unis étaient et resteraient longtemps la première puissance militaire, et d'autre part le « rattrapage » économique par l'Europe et le Japon était une conséquence prévisible d'un retour à la normalité après les inégalités dues à la Seconde Guerre mondiale. Mais surtout, Joseph Nye soutient que désormais les États-Unis disposent d'un avantage comparatif nouveau et amené à jouer un rôle croissant à l'avenir : la capacité de séduire et de persuader les autres États sans avoir à user de leur force ou de la menace. Pour Joseph Nye, il s'agit d'une nouvelle forme de pouvoir dans la vie politique internationale contemporaine, qui ne fonctionne pas sur le mode de la coercition (la carotte et le bâton), mais sur celui de la persuasion, c'est-à-dire la capacité de faire en sorte que l'autre veuille la même chose que soi. Selon Joseph Nye, le soft power ou la puissance de persuasion reposent sur des ressources intangibles telles que l'image ou la réputation positive d'un État, son prestige (souvent ses performances économiques ou militaires), ses capacités de communication, le degré d'ouverture de sa société, l'exemplarité de son comportement (de ses politiques intérieures mais aussi de la substance et du style de sa politique étrangère), l'attractivité de sa culture, de ses idées (religieuses, politiques, économiques, philosophiques), son rayonnement scientifique et technologique. La place d'un État au sein des institutions internationales lui permettant de contrôler l'ordre du jour de ses débats (et donc de décider de ce qu'il est légitime de discuter ou non) et de figer des rapports de puissance au moment où ils lui sont le plus favorables.

## Concept
Le soft power ne correspond pas à une qualification de la nature du pouvoir exercé dans l'économie mondiale, il décrit un type de ressources particulières parmi d'autres, mais dont le poids est devenu prépondérant. Les ressources de pouvoir dont dispose un acteur lui permettent ensuite d'exercer différents types de pouvoir tout au long d'un continuum.
Le pouvoir de commandement, capacité de changer ce que les autres font, peut s'appuyer sur la coercition ou l'incitation (par la promesse d'une récompense). Le pouvoir de cooptation, capacité de changer ce que les autres veulent, peut s'appuyer sur la séduction ou sur la possibilité de définir la hiérarchie des problèmes politiques du moment de façon à empêcher les autres d'exprimer des points de vue qui paraîtraient irréalistes face aux enjeux du moment.
Alors que la théorie des régimes avait été inventée pour comprendre comment le monde pouvait être stable en l'absence de leader mondial, Nye affirme que les États-Unis n'ont en fait jamais cessé d'être l'acteur international le plus puissant. Le soft power compléterait ainsi la puissance traditionnelle de contrainte (hard power) et serait aujourd'hui la forme de puissance ayant le plus d'importance, notamment du fait des bouleversements liés à la mondialisation (ouverture des frontières, baisse du coût des communications, multiplications des problèmes transnationaux auxquels on ne peut qu'apporter une réponse globale : terrorisme, réchauffement climatique, trafic de drogue, épidémies internationales…).

## Types de ressources dans l'analyse de Nye
Il existe trois types de ressources dans l'analyse de Nye :
- les ressources militaires : les États-Unis sont ceux qui en détiennent le plus, beaucoup plus que les autres acteurs ;
- les ressources économiques : tous les grands pays industriels en ont et celles de la Chine progressent vite ;
- les ressources intangibles : tout le monde en a, les gouvernements, les ONG, les firmes... Elles sont dispersées et de ce fait non hiérarchisées.

De cette analyse, Nye conclut que les États-Unis profitent de la mondialisation mais ne la contrôlent pas. Ils disposent d'un pouvoir certain sur les autres États, mais de moins de pouvoir qu'hier sur l'économie mondiale du fait de la montée en puissance des acteurs privés. Ces derniers voient leur influence progresser mais de manière non coordonnée et on ne peut pas en tirer de conclusion quant à la contribution des forces privées à la gouvernance mondiale, selon Nye. À court terme, les États-Unis doivent s'appuyer sur les institutions internationales, défendre leurs valeurs universelles et entretenir leur pouvoir d'attraction pour faire accepter leur politique et éviter le développement d'un sentiment anti-américain. À long terme, la diffusion des nouvelles technologies diminuera leurs ressources intangibles, faisant évoluer le monde vers une répartition du pouvoir plus équilibrée.

## Illustrations du concept
De façon générale, les Démocrates américains se réfèrent volontiers à l'idéal d'un soft power à reconquérir (une notion souvent employée à propos de la politique proposée par Barack Obama) par opposition avec les Républicains plus facilement tentés par la politique de puissance pure (encore que nombre d'entre eux se réfèrent volontiers à une « diplomatie publique » qui devrait diffuser les valeurs de l'Amérique et améliorer son image extérieure). Pourtant Nye lui-même déclare que « l'Amérique doit mélanger le pouvoir dur et soft en un pouvoir intelligent (smart power), comme elle le faisait du temps de la guerre froide ».
À Séoul, le 21 février 2009, Hillary Clinton, Secrétaire d'État américaine, a déclaré vouloir s'appuyer sur le smart power, pour la stratégie de l'administration Obama.
Dans les débats géopolitiques et diplomatiques hors États-Unis, l'expression « soft power » est souvent employée comme synonyme de politique d'influence (économique, culturelle, idéologique) initiée par l'État et désigne de multiples formes de communication publique.
Une émission de France Culture s'appelle justement Soft Power, diffusée tous les dimanches en direct de 18h à 20h.
Le cinéma constitue ainsi un exemple majeur d'outil du soft power,. Par exemple, le long-métrage Zero Dark Thirty de l'américaine Kathryn Bigelow — la première réalisatrice à remporter l'Oscar du meilleur film à Hollywood pour Démineurs en 2010 —, raconte la traque et la mort du chef d'Al-Qaïda, Oussama ben Laden, entamée par les Américains il y a dix ans, après les attentats du 11 septembre 2001. Alors que la sortie du film est prévue le 12 octobre 2012, soit, à temps pour participer aux Oscars, mais également trois semaines avant l'élection présidentielle qui verra Barack Obama dans la course pour un second mandat, les milieux conservateurs américains polémiquent sur le timing d'un film qui se termine sur la décision présidentielle d'un raid victorieux des Navy Seals et la mort du terroriste. Certes, le Pentagone a une longue tradition de collaboration avec les cinéastes d'Hollywood, par exemple pour le film Top Gun où l'armée vantait les forces de ses troupes à la sortie des projections. Les militaires ont l'habitude de fournir des conseils ou du matériel de guerre. Par exemple pour le tournage de La Chute du faucon noir (Black Hawk Down, 2001) de Ridley Scott, montrant un revers des soldats américains en Somalie, l'armée a même prêté ses hélicoptères et ses pilotes. Cependant, l'armée a parfois refusé d'apporter son aide. Ce fut le cas d'Apocalypse Now de Francis Ford Coppola, qui a alors dû trouver d'autres soutiens financiers et politiques dans d'autres pays.

## Classement
De 2015 à 2019, le cabinet de conseil stratégique Portland, aidé par le centre de diplomatie publique de l’université de Californie du Sud, a publié chaque année le Soft Power 30, un classement des pays en fonction d'un score de soft power,.
| Année | 1er         | 1er   | 2e          | 2e    | 3e         | 3e    | 4e         | 4e    | 5e         | 5e    |
| ----- | ----------- | ----- | ----------- | ----- | ---------- | ----- | ---------- | ----- | ---------- | ----- |
| 2015  | Royaume-Uni | 75,61 | Allemagne   | 73,89 | États-Unis | 73,68 | France     | 73,64 | Canada     | 71,71 |
| 2016  | États-Unis  | 77,96 | Royaume-Uni | 75,97 | Allemagne  | 72,60 | Canada     | 72,53 | France     | 72,14 |
| 2017  | France      | 75,75 | Royaume-Uni | 75,72 | États-Unis | 75,02 | Allemagne  | 73,67 | Canada     | 72,90 |
| 2018  | Royaume-Uni | 80,55 | France      | 80,14 | Allemagne  | 78,87 | États-Unis | 77,80 | Japon      | 76,22 |
| 2019  | France      | 80,28 | Royaume-Uni | 79,47 | Allemagne  | 78,62 | Suède      | 77,41 | États-Unis | 77,40 |

La méthodologie permettant de faire le Soft Power 30 subit quelques modifications chaque année. En 2017 par exemple, ce classement est créé en associant, à chaque pays, un score conçu en agrégeant de nombreuses données. D'une part, des données dites "objectives" sont utilisées, par exemple le nombre annuel de touristes, d'articles scientifiques publiés, d'ambassades, de succès musicaux ou sportifs, ou encore l'indice de développement humain du pays. Elles proviennent de diverses sources, comme entre autres l'UNESCO, Amnesty International, Facebook, le guide Michelin, ou la banque mondiale. Ces données "objectives" sont utilisées pour établir un score dans chacun des six thèmes "Culture", "Numérique", "Éducation", "Engagement", "Entreprise" et "Gouvernement". D'autre part, des données dites "subjectives" sont recueillies en effectuant des sondages internationaux. Les questions des sondages demandent par exemple si un pays étranger est perçu comme attractif pour y voyager, comme contribuant grandement à la culture mondiale, comme étant digne de confiance dans ses relations internationales, etc. Les six scores thématiques liés aux données "objectives", ainsi que le score lié aux données "subjectives", sont pondérés dans le score final,.
Depuis 2020, l'entreprise britannique Brand Finance propose son propre classement :
| Année | 1er        | 1er  | 2e          | 2e   | 3e          | 3e   | 4e     | 4e   | 5e     | 5e   |
| ----- | ---------- | ---- | ----------- | ---- | ----------- | ---- | ------ | ---- | ------ | ---- |
| 2021  | Allemagne  | 62,2 | Japon       | 60,6 | Royaume-Uni | 57,9 | Canada | 57,2 | Suisse | 56,3 |
| 2022  | États-Unis | 70,7 | Royaume-Uni | 64,9 | Allemagne   | 64,6 | Chine  | 64,2 | Japon  | 63,5 |
| 2023  | États-Unis | 74,8 | Royaume-Uni | 67,3 | Allemagne   | 65,8 | Japon  | 65,2 | Chine  | 65,0 |

## Soft Power par pays

### Soft Power en Chine
(décembre 2019).
Le contenu est difficilement compréhensible vu les erreurs de traduction, qui sont peut-être dues à l'utilisation d'un logiciel de traduction automatique.
La culture traditionnelle chinoise a été une source d'attraction, sur laquelle la Chine a créé plusieurs centaines d'instituts Confucius à travers le monde pour enseigner sa langue et sa culture. Le nombre d'étudiants étrangers inscrits en Chine est passé de 36 000 par décennie[pas clair] à au moins 240 000 en 2010. La Banque asiatique d'investissement dans les infrastructures de la Chine a attiré de nombreux pays occidentaux.
Une enquête Global Attitudes menée au printemps 2014 par le Pew Research Center indique que la Chine reçoit des avis positifs dans la plupart des pays d'Afrique subsaharienne interrogés, bien que les Sud-Africains soient très divisés (45% favorables, 40% défavorables). L'augmentation du soft power de la Chine s'explique par sa croissance économique et son engagement économique avec de nombreux pays africains. L'expansion du commerce et des investissements chinois sur le continent africain et l'expansion des projets d'infrastructure dirigés par la Chine donnent une impression positive de la Chine à l'égard des populations africaines. L'engagement économique de la Chine dans les pays africains est considéré comme beaucoup plus pragmatique et conforme aux priorités de nombreux pays africains. En outre, le rôle croissant de la Chine en tant que superpuissance mondiale semble séduisant, ce qui suscite le désir de lier plus étroitement les économies africaines à l'économie chinoise.
La Chine a fait un effort systématique pour élargir et mieux faire connaître ses politiques de soft power en Afrique depuis le premier Forum sur la coopération sino-africaine en 2000. Les engagements de la Chine en faveur du soft power vont de la santé, de l'aide humanitaire jusqu'aux échanges académiques, professionnels et culturels. L'aide de la Chine à l'Afrique, cependant, n'est pas proche de l'aide des États-Unis en Afrique.
Les échanges culturels entre la Chine et l'Afrique peuvent être un exemple représentatif de la manière dont la Chine a étendu son soft power. En 2005, le premier Institut Confucius a été créé en Afrique. L'institut est financé par le gouvernement chinois et offre des programmes culturels et de langue chinoise au public. Aujourd'hui, 19 instituts en Afrique et la Chine a prévu de consacrer 20 millions de renminbi à des projets éducatifs en Afrique du Sud, dont l'enseignement du mandarin dans 50 lycées locaux.
De plus, les programmes destinés aux visiteurs culturels bénéficient d'un soutien croissant, qui a pris de l'ampleur en 2004, lorsque le Programme des visiteurs culturels africains a été mis sur pied. Il y a un nombre croissant d'entrepreneurs africains qui choisissent de s'installer en Chine et il y a aussi des communautés de la diaspora dans de nombreuses villes chinoises qui ont été trouvées.
En dehors de l'Afrique, le soft power chinois s'étend dans des pays comme la Barbade. Le Premier ministre barbadien, David Thompson, a exprimé son admiration pour le modèle économique chinois et a cherché à imiter la façon dont les banques chinoises contrôlées par l'État ont guidé le développement.
Sous Xi Jinping, le soft power de la Chine a souffert de sa répression contre la société civile et de la réaction nationaliste aux différends entre la Chine et ses voisins,,,,,.

### Soft power en Corée du sud
La Corée du sud a connu une montée de son soft power en seulement quarante ans. Après la guerre de Corée, le pays a utilisé cet évènement pour reprendre le contrôle sur son image. Sur le plan économique, l’investissement du pays dans plusieurs domaines comme l’industrie lourde et chimique, l’industrie automobile et l’industrie navale et électronique leur a permis de devenir un acteur majeur du commerce international exportateur. Avec le temps, les exportations de la Corée du sud se sont diversifiées en termes de produits ce qui leur permet une expansion de leur visibilité. Sur le plan culturel, après s’être reposée sur les produits étrangers, vers les années 60, la Corée du sud a décidé de commencer à produire son propre contenu culturel. Le pays décide d’investir dans cette branche en créant un ministère de la culture en 1990, un bureau des industries culturelles en 1994 et en 2009, plusieurs agences gouvernementales se regroupent dans la « Korea Creative Content Agency » (KOCCA). En seulement cinq ans, entre 1999 et 2003, l’économie de l’industrie du divertissement est multipliée par cinq. De plus, un accord est fait avec YouTube en 2011 pour avoir une catégorie dédiée à la K-Pop. Entre 2001 et 2010, les exportations culturelles de produits coréens passent de 12 millions à 172 millions de dollars, puis entre 2007 et 2011, elles augmentent de 25% par année. En voyant ce succès, le gouvernement décide donc d’utiliser sa culture comme élément stratégique de sa politique étrangère. Au départ, la stratégie est de promouvoir les produits dans les pays géographiquement et culturellement proches (Pays asiatiques), mais la montée en popularité de la culture coréenne s’étale jusqu’en Occident. Cette vague de popularité de la culture de la Corée du sud porte le nom de « Hallyu ». La méthode de diffusion de ces produits se divise en 4 étapes. D’abord, le pays s’occupe de produire du contenu culturel comme des programmes télé, des films et de la musique. Ensuite, les consommateurs achètent de la marchandise directement dérivée de ceux-ci. Puis, ils sont amenés à consommer des articles provenant du pays. Enfin, grâce aux produits culturels sud-coréens, les consommateurs sont amenés à modifier leur perception positivement de l’image du pays, ce qui est le résultat direct du soft power.

### Soft power en Russie
La fédération de Russie a développé son soft power en investissant dans divers instruments de diplomatie publique tout au long des années 2000, mais le terme a été utilisé pour la première fois dans un document officiel en 2010, lorsque le président Medvedev a approuvé un addendum au concept national de politique étrangère. Le terme n' a pas été défini, mais il a été décrit comme étant lié à la diplomatie culturelle. En 2013, l'expression est apparue dans une nouvelle version du concept de politique étrangère où le soft power a été défini comme « une boîte à outils complète pour atteindre les objectifs de la politique étrangère en s'appuyant sur le potentiel de la société civile, l'information, la culture et d'autres méthodes et technologies alternatives à la diplomatie traditionnelle ». En 2007, le président russe Vladimir Poutine a été nommé Time Person de l'année. En 2013, il a été nommé par le magazine Forbes comme la personne la plus puissante du monde,,,. Plusieurs programmes de développement du soft power sont lancés par le gouvernement russe à partir de 2014, notamment dans les domaines de la coopération scientifique et culturelle.

### Soft power en France
La France a aussi suivi pendant des décennies une politique diplomatique et culturelle très active. L'Alliance française, dont l'objectif est de promouvoir la langue et la culture françaises, a été créée dès 1883. Dans le rapport Soft Power 30 2015 de Monocle, la France a été classée première dans les critères de l'« engagement », qui vise à mesurer « la portée du réseau diplomatique des États et leur engagement face à des enjeux majeurs comme le développement et l'environnement ». Monocle a ajouté : « En termes de rayonnement, la France est l'État le plus en réseau au monde et est membre de plus d'organisations multilatérales que tout autre pays. Dans l'ensemble, la France se classait au quatrième rang dans cette étude ».
La France, et en particulier Paris, est depuis longtemps considérée comme l'un des endroits les plus romantiques. La France est le pays le plus visité au monde,,,,,,,,,.
Elle cherche à promouvoir la diversité culturelle. La politique interventionniste d’exception culturelle des pays du Sud s’oppose ainsi au modèle anglo-saxon libéral de la spécificité culturelle.
La diversité culturelle – considérée en Europe comme un bien public commun – constitue la pierre d’achoppement de la politique audiovisuelle de la vieille Europe. Promouvant une exception européenne, elle utilise – de façon défensive – cette notion comme mythe légitimateur d’une politique promotrice de son industrie dans la mondialisation. L’UE souhaite préserver et promouvoir la diversité culturelle, ce qui ne doit pas être contradictoire avec une large ouverture du marché européen. Ainsi par exemple en matière audiovisuelle, n’a-t-elle pas pris d’engagement de libéralisation dans l’audiovisuel afin de maintenir sa liberté d’action. Les préférences nationales demeurent latentes.

### Soft power au Royaume-Uni
L'influence britannique s'observe dans les systèmes juridiques et politiques de nombre de ses anciennes colonies , et la culture du Royaume-Uni conserve une influence mondiale, notamment dans les domaines de la langue , de la littérature , de la musique et du sport,,. L'anglais est la langue germanique la plus parlée, ainsi que la langue la plus parlée au monde et la troisième langue maternelle la plus parlée. C'est une langue co-officielle des Nations Unies, de l' Union européenne et de nombreuses autres organisations internationales et régionales. Il est également devenu la langue de facto de la diplomatie, des sciences, du commerce international, du tourisme, de l'aviation, du divertissement et d'Internet. En 2022, le Royaume-Uni a été classé premier pays européen en termes de soft power par Brand Finance.